# 仙劍客棧SNS
《仙劍客棧SNS》是一款架构在社交网络服务（SNS）应用程序上的经营模拟游戏，由软星科技开发。游戏在2013年1月7日结束删档内测后於1月31日在朋友网正式上线。